# Tachydromia harti
Tachydromia harti is een vliegensoort uit de familie van de dansvliegen (Empididae). De wetenschappelijke naam van de soort is voor het eerst geldig gepubliceerd in 1919 door Malloch.